# Convertitore Bessemer

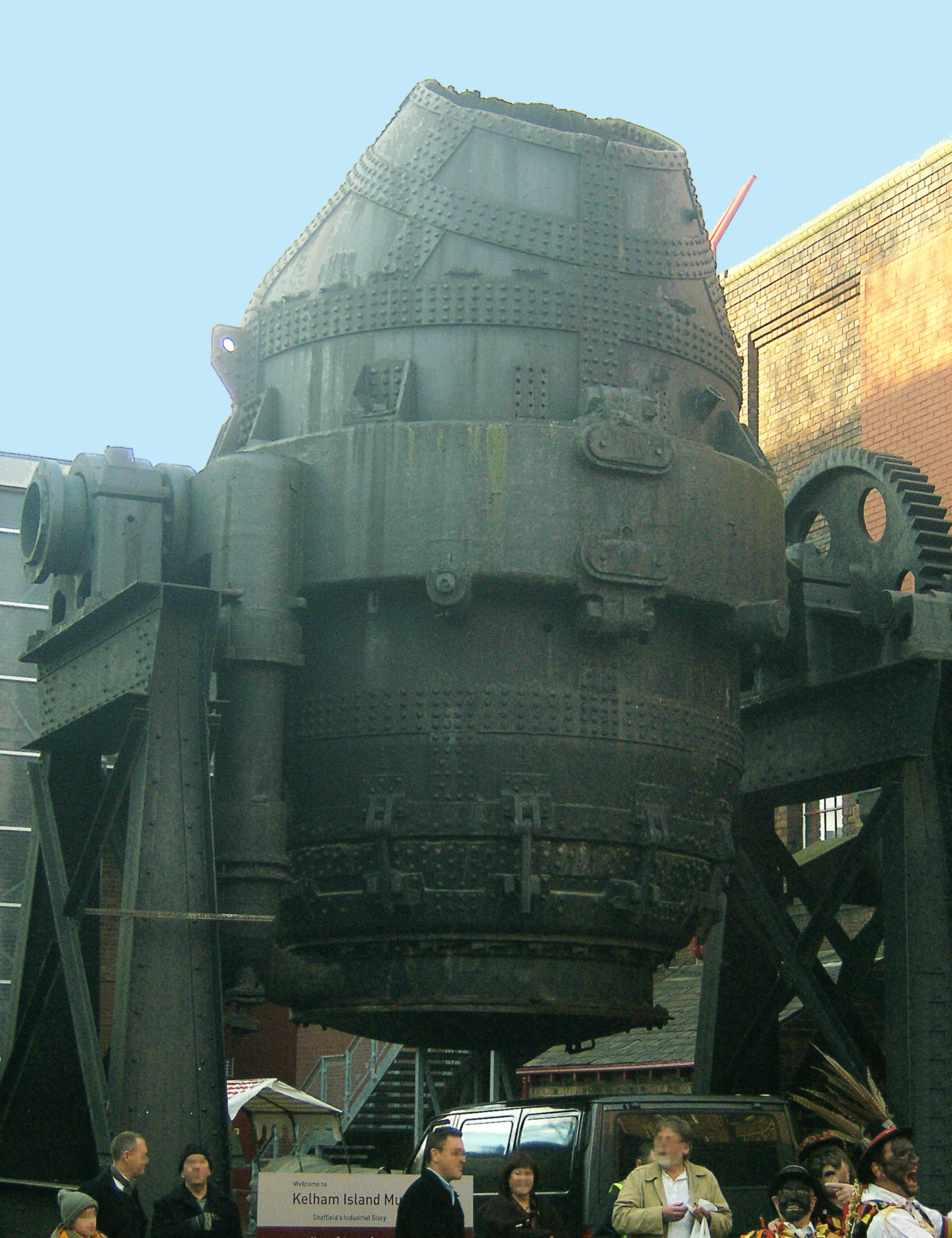
Un convertitore Bessemer

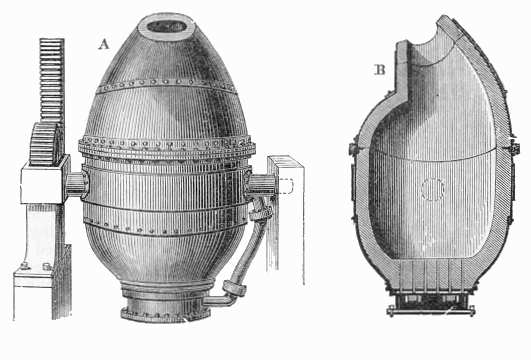
Sezione di un convertitore Bessemer tratta da "Discoveries & Inventions of the Nineteenth Century" di R. Routledge, 1900.

Il convertitore Bessemer è un particolare forno a forma di pera inventato nel 1856 da Henry Bessemer e utilizzato nella produzione industriale dell'acciaio per ridurvi l'eccesso di carbonio presente nella ghisa fusa prodotta nell'altoforno. Questo convertitore è in grado di trasformare la ghisa liquida in acciaio. 
È stato il primo forno a permettere la produzione dell'acciaio in un'unica fase di lavorazione. Conosciuto anche come forno di Bessemer o processo Bessemer, verrà poi seguito da altri convertitori che si baseranno sempre sul Bessemer, correggendone i lati negativi.

## Descrizione
Il convertitore ha una capacità media di 10/20 t di ghisa liquida per un'altezza che varia dai 4 ai 6 m ed un diametro dai 3 ai 4 m.
Il recipiente, come si vede in figura, internamente è rivestito di materiale refrattario e in alto ha un'apertura che grazie al movimento basculante permesso dai perni laterali, consente un rapido caricamento e scaricamento del forno stesso. Nella parte inferiore vi è una camera nella quale arriva dell'aria pompata attraverso il tubo che si vede nella parte inferiore destra della figura A. Da quella camera partono a loro volta dei fori che fanno sì che l'aria pompata arrivi all'interno del forno (come si vede nella parte inferiore della figura B). Le alte temperature unite all'alta percentuale di carbonio contenuta nella ghisa e di ossigeno contenuto nell'aria spinta nel forno reagiscono formando delle caratteristiche vampate di fuoco che fuoriescono dalla bocca del forno. In questo modo il carbonio in eccesso nella ghisa si consuma lasciando nella pancia del forno l'acciaio.
A partire dai modelli originari, sono stati studiati da altri inventori dei modelli specializzati, atti a trattare differenti tipi di ghise.
Un esempio è quello di Sidney Thomas che per trattare le ghise della Lorena che presentano alto contenuto di fosforo decise di rivestire l'interno dei forni con del calcare. Questo, fissandosi con il fosforo dava origine ad uno scarto di produzione, il fosfato di calcio, che si rivelò prezioso per la concimazione fosfatica e che per anni portò il nome di scorie Thomas.
L'ulteriore evoluzione del forno Bessemer è stata sviluppata agli inizi del novecento introducendo l'uso dell'ossigeno puro nella camera riuscendo a produrre acciaio sfruttando ghisa e rottami di ferro ed addirittura a partire dai minerali di ferro.

## Confronto con altre tecnologie
La presenza dello zolfo e del fosforo abbassa la qualità dell'acciaio prodotto: per questo motivo lo zolfo e il fosforo sono detti "inquinanti" ed è necessario che la loro concentrazione sia la più bassa possibile.
Il convertitore Bessemer ha un rivestimento refrattario acido. Per tale motivo non è possibile utilizzare calce viva per eliminare lo zolfo presente nella ghisa, in quanto essendo la calce viva una sostanza basica aggredirebbe il rivestimento del forno (per reazione acido-base), con gravi conseguenze strutturali.
I forni come il Bessemer, Thomas, Thomas migliorato, Martin e Martin-Siemens, non si utilizzano più per costi, tempi e qualità dei prodotti ricavati; mentre il convertitore LD fornisce acciaio di elevata qualità in un tempo relativamente breve ("relativamente" perché dipende dalla quantità di materiale immesso).